# Кравков, Николай Павлович
Николай Павлович Кравков (24 февраля [8 марта] 1865 года, Рязань — 24 апреля 1924 года, Ленинград) — русский фармаколог, основоположник советской фармакологии, член-корреспондент Российской академии наук (1920), академик Военно-медицинской академии (1914).

## Биография

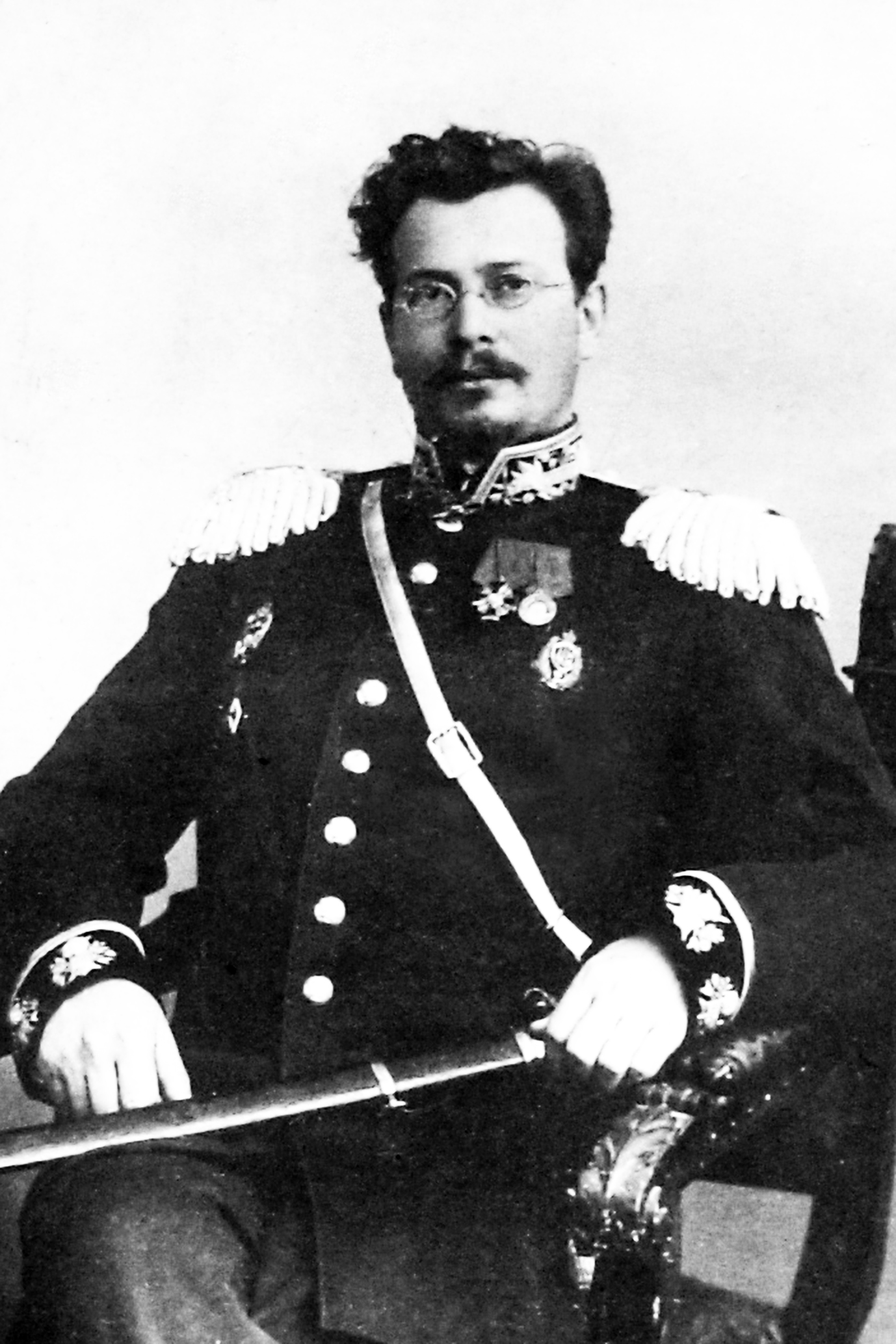
Н. П. Кравков — ординарный профессор ВМА

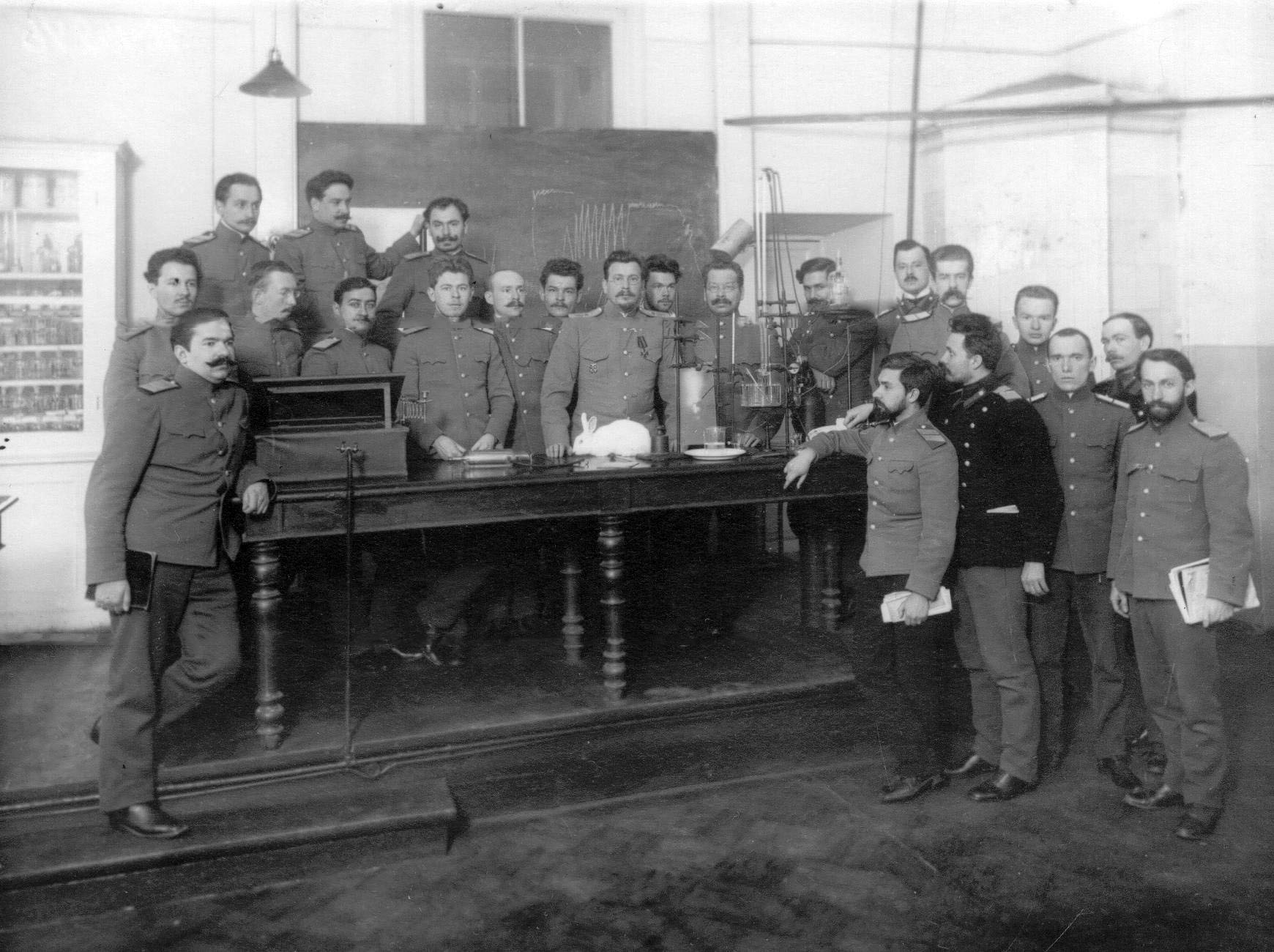
Группа слушателей и преподавателей Императорской Военно-медицинской академии на занятиях. В центре (у кролика) — доктор медицины Н. П. Кравков

Стал шестым ребёнком в семье унтер-офицера Павла Алексеевича Кравкова (1826—1910), служившего старшим писарем в Управлении Рязанского губернского воинского начальника. Согласно семейному преданию, мать ученого Евдокия (Авдотья) Ивановна (1834—1891), до замужества — «калужская мещанка», была внебрачной дочерью К. Д. Кавелина (1818—1885), известного отечественного историка, правоведа и социолога, одного из идеологов русского либерализма в эпоху реформ Александра II.
В 1876—1884 гг. учился в 1-й Рязанской мужской гимназии. Летом 1884 г. поступил в Императорский Санкт-Петербургский университет, где учился на физико-математическом факультете. На последнем курсе начал свою научную работу в физиологической лаборатории профессора И. М. Сеченова. В мае 1888 г. окончил университет со степенью кандидата естественных наук.
В 1888—1892 гг. учился в Императорской Военно-медицинской академии, которую окончил с отличием. Академическая конференция единогласно вынесла решение об оставлении Н. П. Кравкова «при академии для усовершенствования на три года на казённый счет с прикомандированием к клиническому военному госпиталю на действительную службу по Военно-медицинской академии». В ноябре 1894 г. он защитил докторскую диссертацию «Об амилоиде, экспериментально вызываемом у животных». 1896—1898 гг. Н. П. Кравков провел в научной стажировке в странах Европы (Германия, Австро-Венгрия, Франция, Италия, Швейцария). В Берлине он слушал лекции Э. Фишера, в Страсбурге работал в лаборатории Ф. Реклингхаузена, слушал лекции Ф. Гольца. Наибольшее значение для его дальнейшей научной работы получила стажировка в страсбургской лаборатории основоположника современной экспериментальной фармакологии О. Шмидеберга. По возвращении в Россию в 1898 г. Н. П. Кравков был избран приват-доцентом Императорской Военно-медицинской академии, в 1899 г. был назначен экстраординарным профессором кафедры фармакологии. В звании штатного профессора этой кафедры учёный был утвержден в 1904 г. и до конца своих дней оставался бессменным её руководителем. В 1910 г. Н. П. Кравков был произведен в чин действительного статского советника. В 1914 г. учёный был избран академиком Императорской Военно-медицинской академии.
В годы Первой мировой войны Н. П. Кравков входил в состав технического комитета Центральной научно-технической лаборатории военного ведомства (ЦНТЛ). В 1914—1915 гг. им была проведена серия экспериментов с химическим оружием на Лужском полигоне под Петроградом. В годы советской власти Н. П. Кравков продолжал своё сотрудничество с ЦНТЛ.
Отказывался от неоднократных приглашений перейти в зарубежные институты.
В 1920 г. Н. П. Кравков по рекомендации И. П. Павлова был избран членом-корреспондентом Российской академии наук.
Умер от тромбоза мозговых сосудов и был похоронен на кладбище Воскресенского Новодевичьего монастыря.

## «Основы фармакологии»

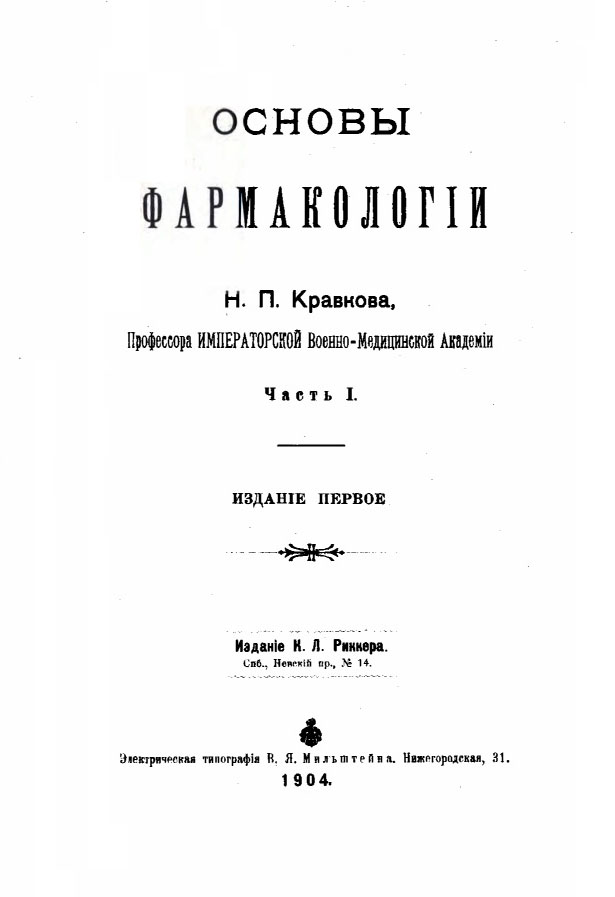
Титульный лист первого издания книги Н. П. Кравкова «Основы фармакологии», 1904 г.

В первые годы руководства Н. П. Кравковым кафедрой фармакологии слушатели Императорской Военно-медицинской академии, помимо лекций самого профессора, использовали устаревший учебник В. И. Дыбковского «Лекции по фармакологии», а также «Краткое руководство по фармакологии» одесского фармаколога А. А. Лаврова. Студентов эти пособия не удовлетворяли. Неотложной задачей стало создание нового, актуализированного учебника, который соответствовал бы требованиям, предъявлявшимся Н. П. Кравковым на экзаменах.
Среди слушателей ВМА распространялся конспект лекций Н. П. Кравкова, составленный ими в начальный период его преподавательской деятельности. В 1901 г. этот конспект был издан студентами И. Созоновичем, М. Ивановым и В. Помяловским. Н. П. Кравков об этом издании не знал и не редактировал его.
С начала своей педагогической деятельности Н. П. Кравков и сам ощущал потребность обогащения учебных руководств новыми данными. В 1904—1905 гг. вышел в свет написанный им двухтомный учебник «Основы фармакологии», ставший классическим руководством для студентов и врачей. Книга написана прекрасным и простым языком, автором был выбран удачный принцип классификации лекарственных средств. «Основы фармакологии» ясно излагают экспериментальные доказательства фармакодинамики препаратов, содержат образные описания картин отравления, дают четкую формулировку показаний и противопоказаний к применению лекарственных средств. В руководстве приведены диаграммы, рисунки, схемы, взятые из опытов лаборатории Н. П. Кравкова. Учебник был составлен с учётом запросов не только студентов, но и врачей разных специальностей и может быть расценен как первое руководство по клинической фармакологии в России.
Учебник «Основы фармакологии» выдержал 14 изданий — в 1904—1905, 1907, 1909—1910, 1911, 1913, 1915, 1917, 1918, 1925—1927, 1926—1927, 1927, 1927—1928, 1928, 1930—1931 и 1933 гг. (каждое последующее издание перерабатывалось и дополнялось автором, два последних были переработаны профессором В. В. Савичем). Книга Н. П. Кравкова стала базовым учебным руководством для нескольких поколений отечественных фармакологов.

## Вклад в науку

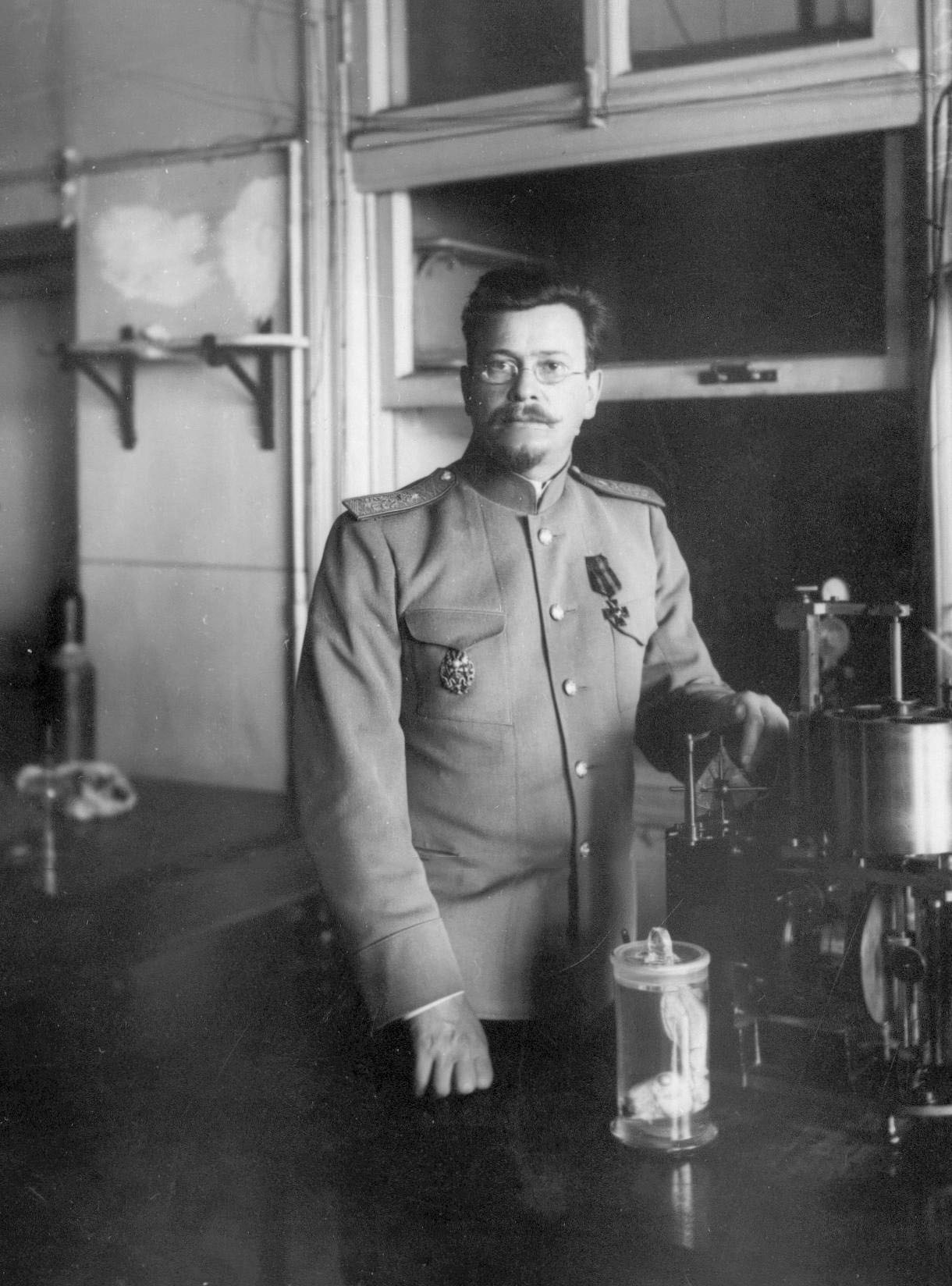
Доктор медицины, профессор военно-медицинской академии Николай Павлович Кравков в лаборатории

Научная деятельность Н. П. Кравкова была чрезвычайно разнообразна. Обширная эрудиция в области биологии, физики, физиологии, химии, патологии, анатомии, оригинальность мышления, а также навыки в постановке экспериментов позволили ученому широко охватывать все интересовавшие его вопросы.
В первые годы заведования кафедрой фармакологии научные работы Н. П. Кравкова продолжали исследования в области патологии, начатые им в лаборатории В. В. Пашутина. Он изучал химический состав бактериальных клеток, химию углеводов, химические и биологические свойства ферментов, действие фармакологических средств на газообмен. В этих исследованиях учёный сделал ряд интересных открытий.
Разработанный Н. П. Кравковым метод извлечения химических соединений из бактериальной клетки позволил ему выделить эндотоксин из холерного вибриона, который при введении животным вызывал эффекты, сходные с таковыми при заражении чистой культурой холерного вибриона, то есть этот эндотоксин обладал болезнетворной активностью. Можно сказать, что в основе приготовления современных химических вакцин лежат исследования биологических свойств холерного эндотоксина, выполненные Н. П. Кравковым ещё в конце XIX в.
Своими работами по изучению действия лекарственных средств на газообмен Н. П. Кравков обогатил не только отечественную, но и мировую науку. В этом направлении ему принадлежит мировой приоритет. В своих исследованиях Н. П. Кравков показал влияние на газообмен таких препаратов, как атропин, адреналин, кофеин, морфин, сердечные гликозиды. Полученные данные способствовали правильному пониманию механизма действия изучаемых лекарственных средств и рациональному использованию в клинике.
В дальнейшем ведущим направлением научной деятельности школы Н. П. Кравкова стало изучение реакции сосудов и различных органов на внутренние и внешние факторы в норме и при патологических условиях. Для решения поставленных задач требовались определённые методы исследований. Н. П. Кравков усовершенствовал метод изолированных органов применительно к исследованиям в фармакологии. Метод отличался простотой и точностью получаемых результатов. В лаборатории ученого изолировали почти все органы, которые только можно было изолировать, и исследовали их реакцию на разные фармакологические вещества. Для изучения действия лекарств на периферические сосуды Н. П. Кравков и его ученик А. С. Писемский разработали методику изолированного уха кролика, вошедший в историю медицины как «метод Кравкова — Писемского». При разработке метода изолированных органов была проявлена большая изобретательность. Наряду с кроличьим ухом Н. П. Кравков стал использовать пальцы умерших людей для исследования периферических сосудов.
Метод изолированных органов позволил ученому решить важные вопросы физиологии и патологии сосудистой стенки, общей и частной фармакологии, токсикологии, эндокринологии и многих других медицинских проблем.
Разрабатывая методы для фармакологического исследования, Н. П. Кравков использовал их и для решения чисто физиологических задач, например, для изучения самостоятельных ритмических сокращений сосудов. До классических работ Н. П. Кравкова и его учеников большинство авторов полностью отрицали активность сосудистой мускулатуры; другие считали, что артериальная сеть — это своего рода «периферическое сердце». Опыты Н. П. Кравкова и его сотрудников показали, что сосуды самостоятельно, независимо от центральной нервной системы, периодически то суживались, то расширялись в результате изменения тонуса артерий. Эти сокращения не совпадали с сердечными сокращениями. Фармакологические препараты по-разному влияли на сокращение артерий. Исследования Н. П. Кравкова о самостоятельных сокращениях сосудов легли в основу клинической разработки проблемы сосудистого тонуса, в основу развивающейся клинической дисциплины ангиологии, учения о сосудах.
Метод изолированных органов был использован Н. П. Кравковым в его чисто биологических работах, посвящённых вопросам о сохранении жизненных свойств тканей при их высушивании. В лаборатории ученого были высушены (мумифицированы) в эксикаторе над хлористым кальцием пальцы человека, ухо кролика и другие органы. После обезвоживания этих органов, продолжавшегося несколько месяцев, их отмачивали в солевом растворе, сосуды, хотя и в меньшей степени, сохраняли реакцию на фармакологические вещества. Если изолированные пальцы предохранялись от заражения бактериями, то на них отрастали ногти, сохранялась чувствительность кожи к раздражениям. На коже выступали капли пота после введения пилокарпина. Опыты с мумификацией стали сенсацией, многим современникам они казались неправдоподобными. После смерти Н. П. Кравкова опыты с мумификацией изолированных органов подтвердились в повторных экспериментах, проведённых зарубежными и отечественными учеными.
С помощью метода изолированных органов Н. П. Кравков разработал теорию фазового действия лекарственных веществ, согласно которой вещества, вводимые в организм, действуют волнообразно, в несколько фаз: фаза «вхождения» вещества в орган, фаза «насыщения» и фаза «выхождения». Причем в каждой фазе яды действуют по-разному. При этом было отмечено, что некоторые лекарственные вещества «… при выходе из тканей действуют сильнее, чем при входе или во время их пребывания в тканях. Например, алкоголь и стрихнин в фазе насыщения угнетал деятельность сердца, а при выходе — возбуждал её».
Анализируя собственные данные и исследования своих учеников, Н. П. Кравков связал воедино все стадии взаимодействия фармакологических веществ с организмом, изучил и объяснил последовательность этих стадий. Учёный считал, что каждое лекарственное средство надо исследовать во всех стадиях его связи с живой протоплазмой и только тогда делать вывод о его лечебных свойствах. Теория фазового действия лекарств явилась крупным вкладом Н. П. Кравкова в фармакологию и медицину.
Н. П. Кравков постоянно интересовался проблемой чувствительности протоплазмы к лекарственным веществам. Он обратил внимание на то, что сосуды изолированных органов реагируют на очень большие разведения лекарственных веществ, солей тяжелых металлов и других химических соединений. Более того, по мере разведения яда реакция сосудов начинает меняться количественно и качественно. Например, сосудорасширяющие вещества в минимальных концентрациях начинают суживать сосуды, а сосудосуживающие — расширять их. Кроме того, обнаружились примечательные факты: минимальные концентрации некоторых ядов вызывали вдруг усиление сосудистой реакции изолированного уха кролика. Эти опыты позволили решить вопрос о пределах чувствительности живой протоплазмы и вызвали огромный интерес врачей, физиков, химиков, биологов.
В лаборатории Н. П. Кравкова изучались самые актуальные проблемы фармакологии, например, проблема зависимости фармакологического эффекта лекарственного вещества от их химического строения. В последующем идеи ученого о зависимости структуры и функции вещества получили развитие в работах его учеников — академиков С. В. Аничкова, В. В. Закусова и др. Кравковские идеи о зависимости между структурой вещества и их действием до настоящего времени остаются теоретической основой поиска новых лекарственных средств.
Для исследований кравковской школы характерна органическая связь между высокой теорией, с одной стороны, и практическими запросами медицины — с другой. Ярким примером этого служит создание неингаляционного наркоза, разработанного Н. П. Кравковым экспериментально и внедрённого в клинику. В качестве наркозного вещества учёный предложил лекарственный препарат гедонал, предварительно убедившись в опытах на животных в его нетоксичности.
7 декабря 1909 г. внутривенный гедоналовый наркоз был впервые применен в клинике профессора С. П. Федорова при ампутации голени. Операция прошла успешно. За рубежом этот метод обезболивания получил название «русского наркоза». Тогда же у Н. П. Кравкова возникла идея комбинированного наркоза. Для этой цели были выбраны гедонал для внутривенного наркоза и хлороформ для ингаляционного наркоза. Учёный считал, что комбинация этих двух веществ сможет снизить их токсическое действие на организм.
Н. П. Кравков считал, что в условиях больного организма лекарства будут действовать иначе, чем в организме здорового животного, поэтому предложил использовать для изучения действия лекарственных веществ экспериментальные «патологические» модели. Используя такие модели, Н. П. Кравков и его ученики дали научное обоснование целому ряду лекарственных веществ, применяемых в клинической практике. К ранним работам его школы в этой области относятся исследования о действии тяжелых металлов при искусственном малокровии, о действии жаропонижающих при экспериментальной лихорадке о влиянии щелочей на экспериментальную подагру голубей, влияние йохимбина, назначаемого при половом бессилии, на организм животных и человека . К этой же группе работ относятся исследования лаборатории Н. П. Кравкова на изолированных внутренних органах с вызванным воспалением.
Н. П. Кравковым впервые в мире были использованы изолированные органы человека: изолированные пальцы, изолированные сердце, почки и селезёнка для исследования функциональной способности сосудов в норме и различных заболеваниях. Изучение действия лекарственных средств на различных «патологических» моделях успешно продолжали ученики Н. П. Кравкова. Они сумели создать модели миокардита, гипертонии, атеросклероза и изучить на них действие многих лекарственных средств.
В своих исследованиях Н. П. Кравков проявлял особый интерес к фармакологическим веществам, играющим в организме физиологическую роль. Вот почему адреналин и гистамин так часто применялись в работах школы Н. П. Кравкова. Изучая действие адреналина и гистамина, Николай Павлович часто прибегал к сравнительно-физиологическому методу. При изучении действия этих препаратов на сосуды легких он параллельно исследовал их и на жаберных сосудах рыб. При исследовании коронарных сосудов сердца человека он параллельно с опытами на сердцах взрослых людей ставил опыты на сердцах плодов и новорождённых, при этом установил, что реакция сосудов сердца человека к адреналину меняется с возрастом. Таким образом, в работах Н. П. Кравкова берёт начало тот раздел современной фармакологии, который называется «сравнительной и эволюционной фармакологией».
С именем Н. П. Кравкова связано зарождение ещё одного направления в российской медицине — эндокринологии. Наиболее демонстративны были опыты при изучении надпочечников и поджелудочной железы. В надпочечниковой жидкости были обнаружены адреналиноподобное и мускариноподобное вещества. Первое вырабатывалось в мозговом слое надпочечника, второе ─ в его корковом слое.
В его лаборатории выделили из перфузата поджелудочной железы гормон, названный Н. П. Кравковым панкреотоксином. По фармакологическим свойствам выделенный гормон оказался подобен инсулину. Панкреотоксин успешно применялся в России для лечения сахарного диабета ещё тогда, когда не было известно об успешной попытке получения инсулина из поджелудочной железы канадскими исследователями Ф. Бантингом и Ч. Бестом. Следовательно, Н. П. Кравков и зарубежные ученые открыли этот гормон независимо друг от друга.
Велики заслуги Н. П. Кравкова и в области токсикологии. Он впервые в России начал изучать действие ядов животного происхождения и доказал, что яд секрета кожных желез жаб обладает местноанестезирующим свойством, а его влияние на сердце сходно с сердечными гликозидами.
Н. П. Кравков также исследовал действие рентгеновских лучей на организм животных, что послужило стимулом к изучению физиологического влияния других видов лучевой энергии на биологические объекты.
Н. П. Кравкова можно считать первым российским специалистом, который начал систематически изучать действие промышленных ядов на организм животных. Изучая токсические свойства продуктов обработки кавказской нефти, он предложил удобный метод определения токсических концентраций паров бензина в заводских помещениях.
Научное наследие Н. П. Кравкова включает 47 капитальных работ. Его учениками выполнено около 200 исследований, в том числе несколько десятков оригинальных диссертаций, имеющих большое значение для науки и практики. Своими фундаментальными открытиями в области фармакологии Н. П. Кравков обогатил русскую и мировую науку, внес большой вклад в развитие биологии, физиологии и патологии.
Н. П. Кравков создал крупную научную школу фармакологов, из которой вышли специалисты высокого уровня, руководившие кафедрами и научно-исследовательскими учреждениями. Учениками Н. П. Кравкова были академики АМН СССР С. В. Аничков и В. В. Закусов (младший), член-корреспондент АМН СССР М. П. Николаев, профессора М. И. Граменицкий, В. И. Березин, Г. Л. Шкавера, Б. С. Сентюрин, А. И. Кузнецов, Шавров Н.П. Кравковская школа фармакологов в значительной степени определила развитие фармакологии в СССР на протяжении XX в.

## Награды

### Российская Империя
- Орден Св. Анны 3-й ст.
- Орден Св. Владимира 4-й ст.
- Орден Св. Владимира 3-й ст.

### СССР
17 августа 1926 г. Комиссией по премиям имени В. И. Ленина был одобрен список первых лауреатов этой престижной награды, который открыло имя Н. П. Кравкова. Учёный был удостоен посмертно за научные труды: «Данные и перспективы по оживлению тканей умерших», «О функциональных изменениях сосудистой системы животных и человека при различных патологических состояниях», «О пределах чувствительности живой протоплазмы», «Основы фармакологии».

## Семья
- Первая жена (с 1891 г.) — Ольга Евстафьевна Богдановская (1868—1942), дочь хирурга Е. И. Богдановского, умерла в блокадном Ленинграде.
- Дочь — Ольга Николаевна Кравкова, в замужестве Величковская (1892—1942), супруга офицера Черноморского флота М. Д. Величковского, умерла в блокадном Ленинграде.
- Сын — Сергей Николаевич Кравков (1894—1942), гидрограф, исследователь Арктики.
- Вторая жена (с 1916 г.) — Ксения Николаевна Максимова (1892—1978), дочь пермского вице-губернатора Н. Н. Максимова (1861—?).
- Старший брат — Василий Павлович Кравков (1859—1920), военный врач, автор записок о Русско-японской войне и Первой мировой войне.
- Младший брат — Сергей Павлович Кравков (1873—1938), почвовед.
- Племянник — Сергей Васильевич Кравков (1893—1951), психолог и психофизиолог.

## Память

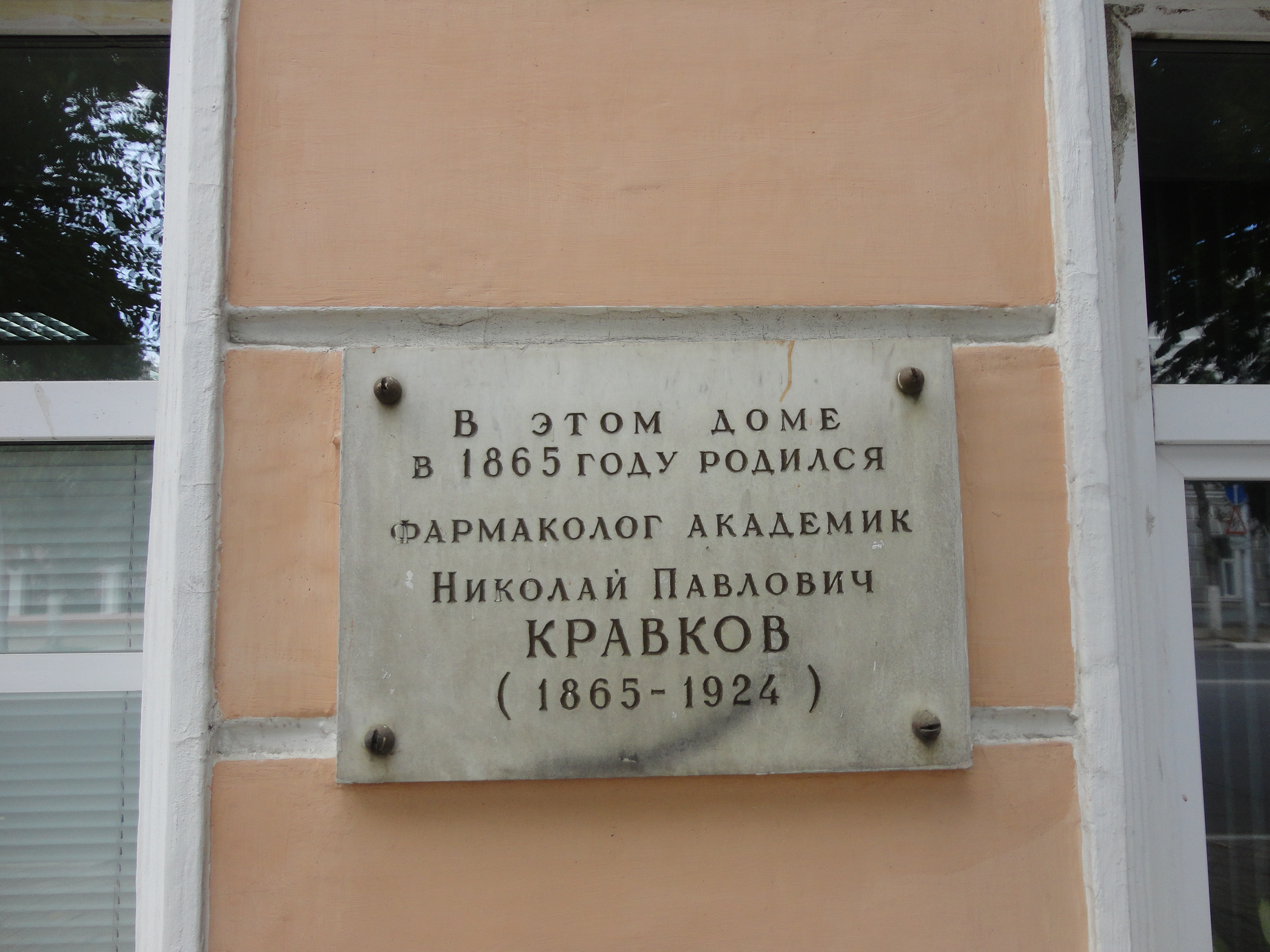
Мемориальная доска на бывшем здании Управления Рязанского губернского воинского начальника (1965-2016 гг.), (г.Рязань, ул. Ленина, 29)
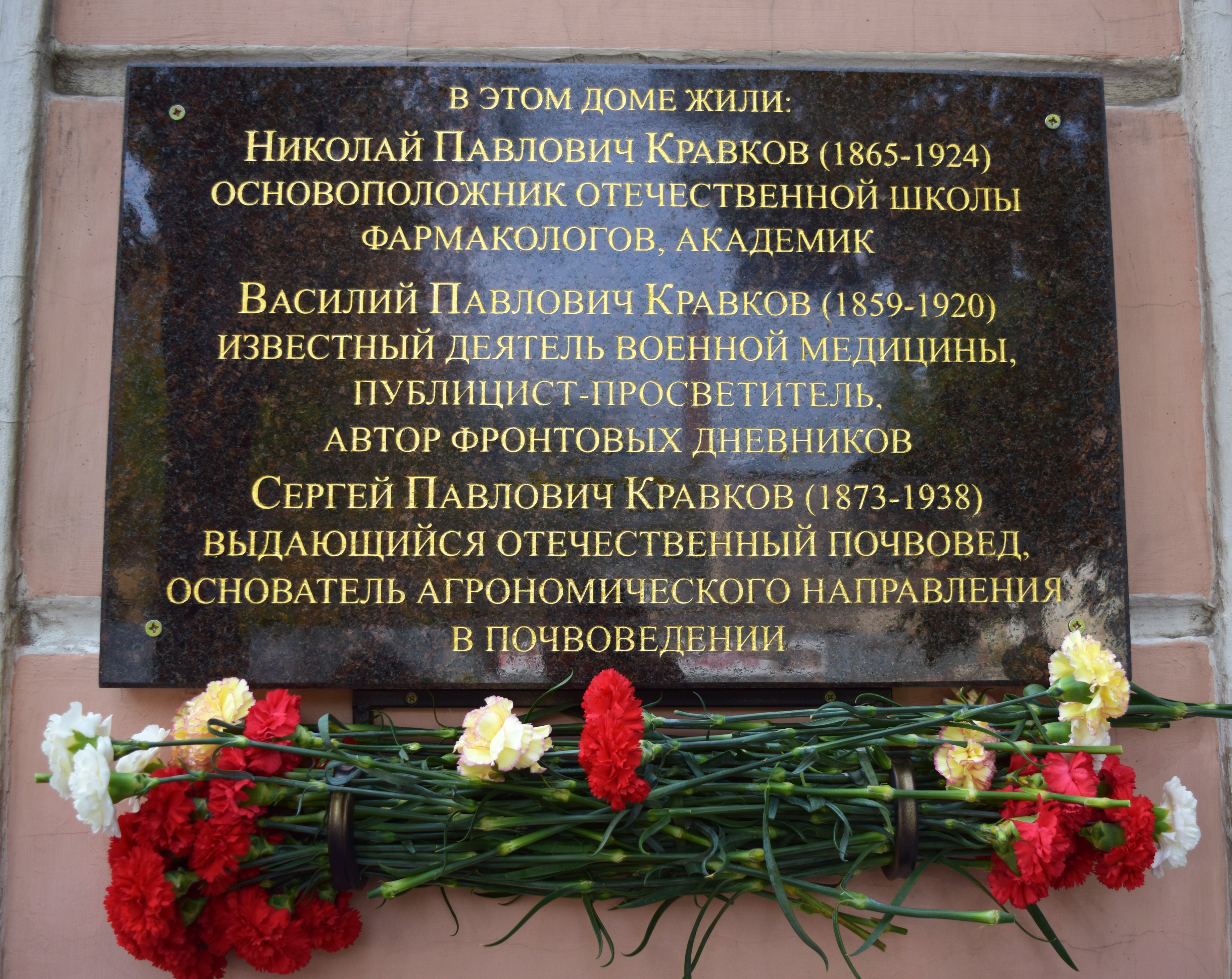
Мемориальная доска на бывшем здании Управления Рязанского губернского воинского начальника (с 2016 года), (г.Рязань, ул. Ленина, 29)
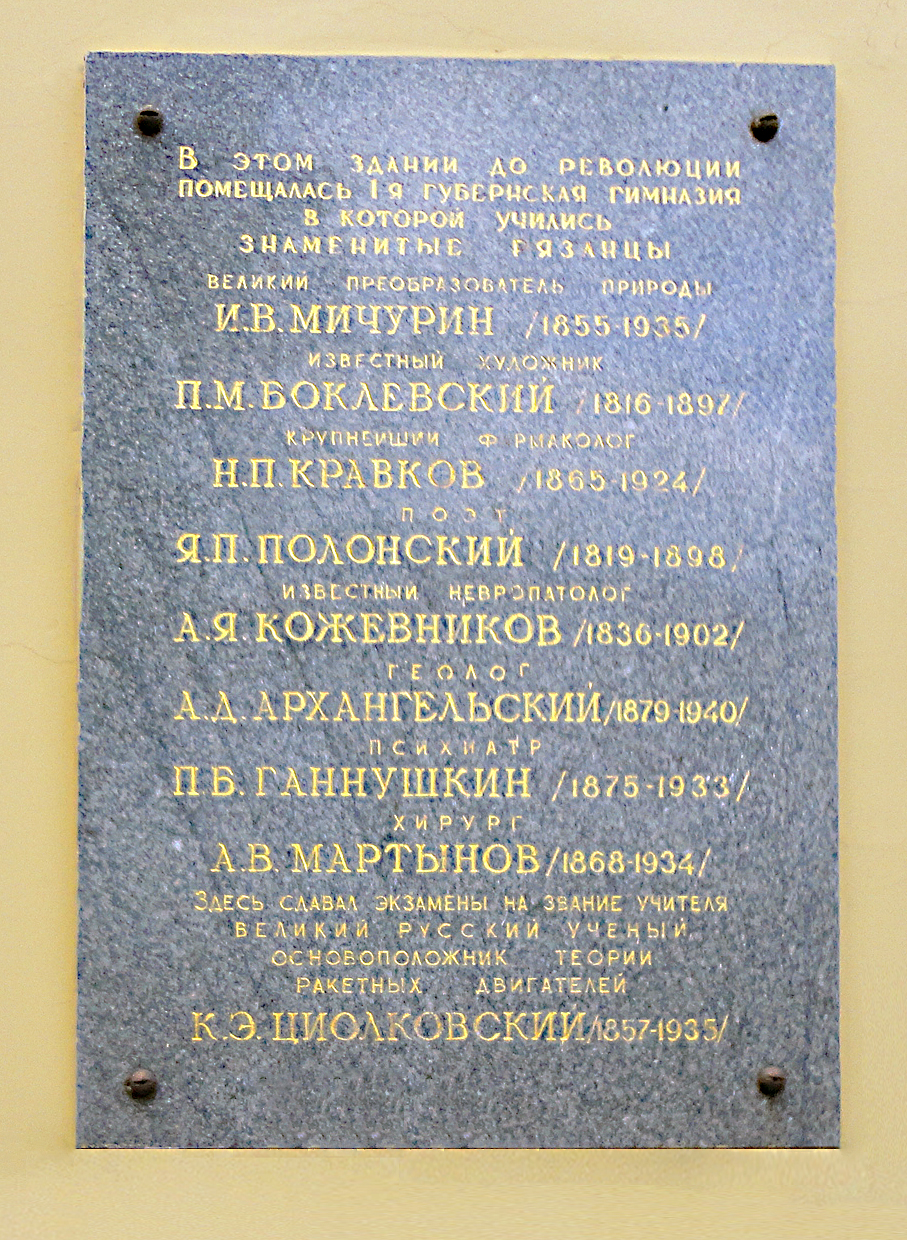
Мемориальная доска на бывшем здании 1-й Рязанской мужской гимназии, (г.Рязань, ул. Ленина, 53)

## Медаль Н. П. Кравкова
К 100-летию со дня рождения Н. П. Кравкова (1965) были учреждены премия его имени и медаль, присуждавшиеся Президиумом Академии медицинских наук СССР (с 1992 г. — Президиумом Российской академии медицинских наук) за лучшие работы по фармакологии и токсикологии.

## В филателии

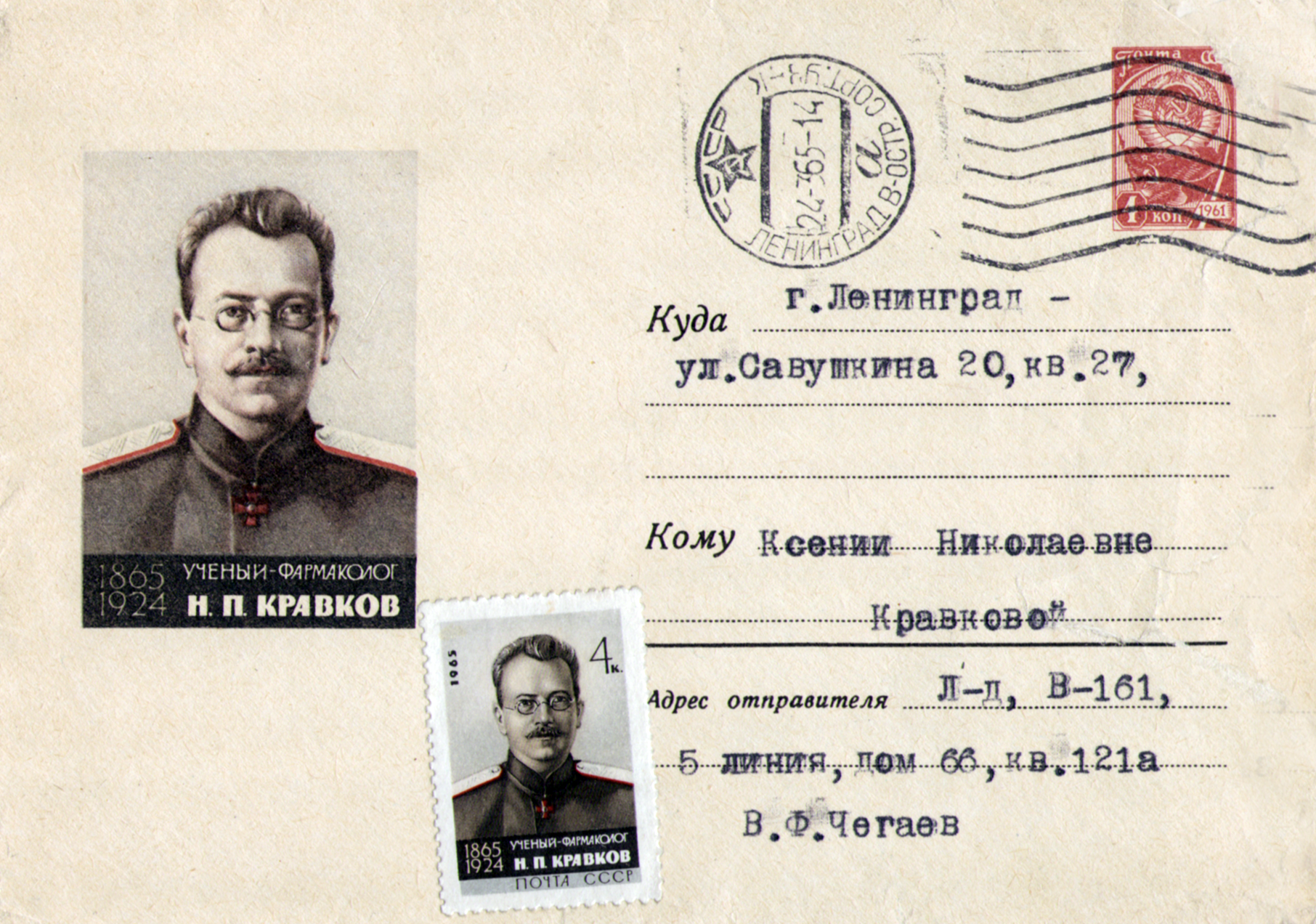
Памятный конверт и марка, выпущенные Почтой СССР в связи со 100-летием со дня рождения Н.П. Кравкова, 1965 год
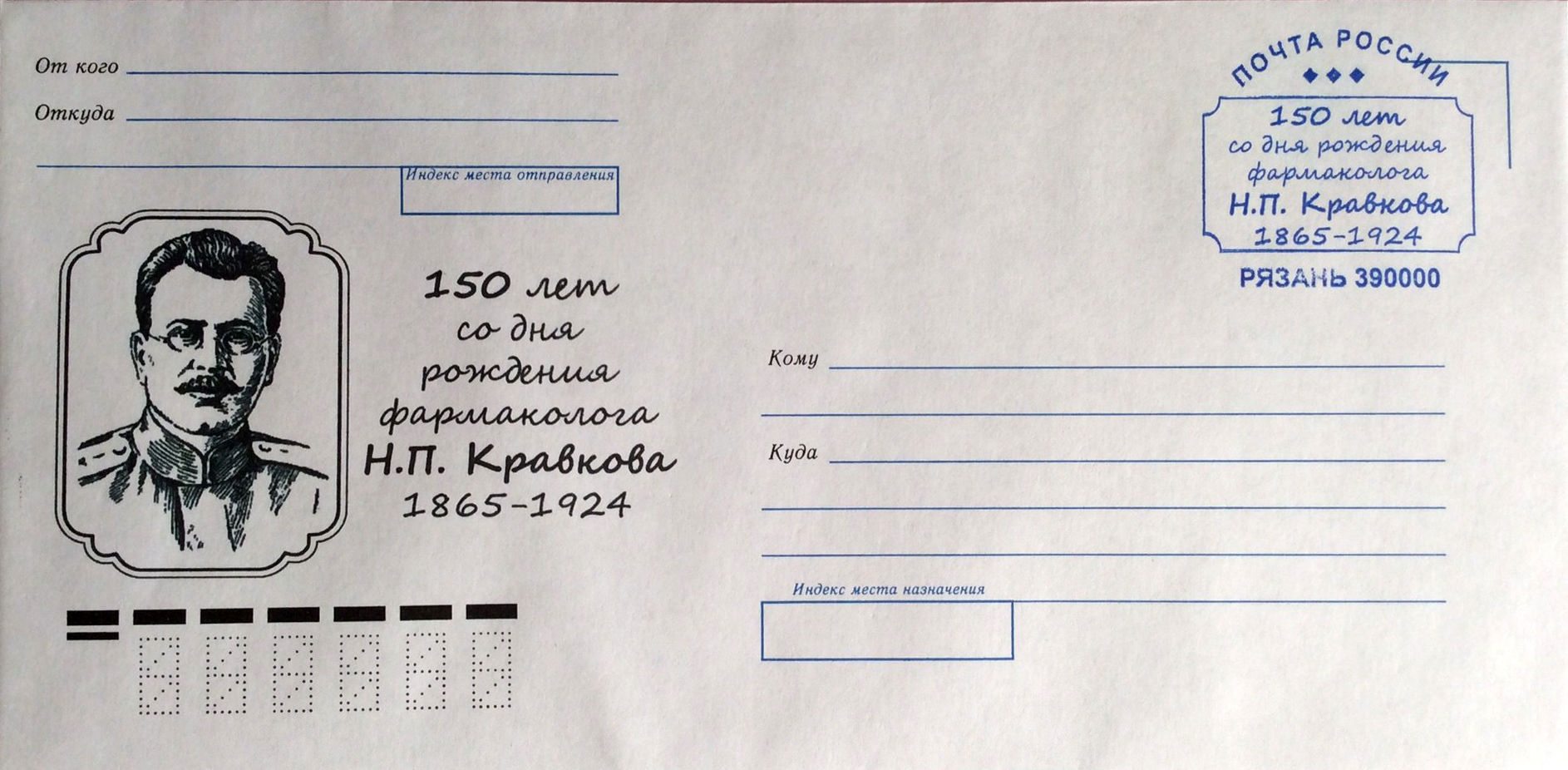
Памятный конверт, выпущенный УФПС Рязанской области - филиалом ФГУП "Почта России" в связи со 150-летием со дня рождения Н.П. Кравкова, 2015 год
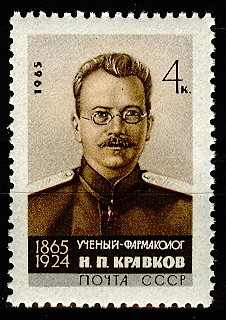
Почта СССР, 1965 г.

## Адреса в Санкт-Петербурге
- 1900 — Нижегородская ул., 31
- 1901 — Симбирская ул., 12
- 1903—1924 — Нижегородская ул., 6

## Интересные факты
Н. П. Кравков утверждал:

…у детей, достигших десятилетнего возраста, сильный токсический эффект, то есть отравление и даже смерть, наблюдается от 2-3 столовых ложек водки, что соответствует приблизительно 15 граммам чистого алкоголя.
— Ю. Груббе Алкоголь, семья, потомство — 1974.

## Избранная библиография
- Кравков Н. П. Общий способ получения неорганизованных ферментов в чистых водных настоях / Н. П. Кравков // Журнал Физико-химического общества. — 1887. — Т.6. — С. 1-2.
- Кравков Н. П. К вопросу о ферментах / Н. П. Кравков // Журнал Физико-химического общества. — 1887. — Т.6. — С. 3-4.
- Кравков Н. П. О пищеварении у высших беспозвоночных животных / Н. П. Кравков // Записки С.-Петербургского общества естествоиспытателей. — 1888. — Т.20, вып.1. — С.68-80.
- Кравков Н. П. К вопросу о распространенности углеводов в животном организме / Н. П. Кравков // Врач. — 1889. — № 29. — С.638-639.
- Кравков Н. П. К вопросу о гликогене грибов (Zur Frage vom Glykogen der Pilze) / Н. П. Кравков // Scripta botanica. — 1889. — Т.2.
- Кравков Н. П. Об источниках сахара в теле при сахарном мочеизнурении / Н. П. Кравков // Врач. — 1890. -№ 47. — С.1068-1071.
- Kravkov N. Über die qualitative Zusammensetzung des Harns und der Epidermis веi Psoriasis universalis / N. Kravkov // St. Petersburg. Med. Wissensch. −1891.-№ 9.
- Кравков Н. П. О влиянии перевязки общего желчного протока на животный обмен / Н. П. Кравков // Врач. — 1891. — № 29. — С. 677—679.
- Kravkov N. Neues über die Amyloidsubstanz / N. Kravkov // Zbl. мed. Wissensch. — 1892. — № 9.
- Kravkov N. Über verschiedenartige Chitine / N. Kravkov // Ztschr. Biol. — 1893. — Bd. 29.
- Кравков Н. П. О веществе, дающем иодовую реакцию в амилоиде / Н. П. Кравков // Врач. — 1894. — № 23. — С. 650—652.
- Кравков Н. П. Об амилоиде, экспериментально вызываемом у животных: дис. д-ра медицины / Н. П. Кравков // Врач. — 1894. — № 30. — 14 с.
- Кравков Н. П. К вопросу об этиологии цирроза печени / Н. П. Кравков // Врач. — 1895. — № 41. — С. 1144—1145.
- Kravkov N. Über Kohlenhydratgruppe im Eiweissmolecule / N. Kravkov // Arch. Physiol. — 1896. — Вd 65.
- Kravkov N. De la dégénérescence amyloide et des altérations cirrotiques experimentalement provoquees chez les animaux / N. Kravkov // Arch. мed. exp. еt anat. pathol. — 1896. — Т.8,№ 2.
- Kravkov N. Belträge zur Chemie der Amyloidentartung / N. Kravkov // Arch. Exp. Pathol. — 1897. — Bd. 40.
- Кравков Н. П. Современная химия углеводов и значение её для патологии / Н. П. Кравков // Врач. — 1898. — № 46-47. — С. 1305—1344.
- Кравков Н. П. Предмет и задачи фармакологии / Н. П. Кравков // «Еженедельник» журнала практической медицины. — 1899. — № 39-40. — 12 с.
- Кравков Н. П. Предмет и задачи фармакологии / Н. П. Кравков // Med. Wschr. — 1900. — № 18. — (На нем. языке).
- Кравков Н. П. О действии алкалоида Johimbin, a на животный организм и о значении его для лечения полового бессилия / Н. П. Кравков // Врач. — 1901. — № 12. — С. 355—361.
- Кравков Н. П. О пентозах в животном организме и о происхождении пентозурии / Н. П. Кравков // Врач. — 1901. — № 31. — С. 26.
- Кравков Н. П. О химическом составе оболочек бактерий и о нуклеиновых веществах их тела / Н. П. Кравков // Врач. — 1901. — № 36. — С. 1089—1091.
- Кравков Н. П. О студневидной моче / Н. П. Кравков // Русский врач. — 1902. — № 19. — С. 717—718.
- Кравков Н. П. О гедонал-хлороформном наркозе / Н. П. Кравков // Русский врач. — 1903. — № 48. — С. 1697—1698.
- Кравков Н. П. Современные проблемы фармакологии и материализм / Н. П. Кравков. — СПб., 1903.
- Кравков Н. П. О влиянии ядов на газообмен у животных / Н. П. Кравков // Русский врач. — 1903. — № 19. — С. 709—714.
- Кравков Н. П. Основы фармакологии / Н. П. Кравков. — 1-е изд.- СПб., 1904.- Т.1; 1905.- Т.2. — [Учебник выдержал 8 изданий при жизни и 6 после смерти].
- Кравков Н. П. О ядовитом секрете кожных желез жаб / Н. П. Кравков // Русский врач. — 1904. — № 21. — С. 761—765.
- Кравков Н. П. К вопросу о применении магнезиальных солей для анестезии / Н. П. Кравков // Русский врач. — 1906. — № 5. — С.129-130.
- Кравков Н. П. К вопросу о действии иодистых препаратов на экспериментальный артерионекроз / Н. П. Кравков // Русский врач. — 1908. — № 9. — С. 285—287.
- Кравков Н. П. О холерном токсине / Н. П. Кравков // Русский врач. — 1909. — № 16. — С. 525—532.
- Кравков Н. П. О влиянии холерного токсина на газообмен у животных / Н. П. Кравков // Русский врач. — 1910. — № 2. — С. 37-38
- Кравков Н. П. О внутривенном гедоналовом наркозе / Н. П. Кравков // Русский врач. — 1910. — № 12. — С. 405—411.
- Кравков Н. П. О различных фазах действия ядов на изолированное сердце / Н. П. Кравков // Русский врач. — 1911. — № 41. — С. 1565—1571.
- Kravkov N. Bemerkungen zur Arbeit E. Burgis «Anschauungen über die Wirkung d. Arzneigemische» / N. Kravkov // Zschr. allg. Physiol. — 1912. — Bd. 14.
- Кравков Н. П. О применении водяного перца (Polygonum hydropiper) при внутренних кровотечениях / Н. П. Кравков // Русский врач. — 1912. — № 7. — С. 217—218.
- Кравков Н. П. О действии ядов на жаберные сосуды рыб / Н. П. Кравков // Русский врач. — 1913. — № 13. — С. 421—423.
- Кравков Н. П. О действии ядов на венечные сосуды сердца / Н. П. Кравков // Русский врач. — 1914. — № 13 — С. 1-6.
- Кравков Н. П. О действии ядов на венечные сосуды сердца / Н. П. Кравков // Pfl. Arch. — 1914. — Bd. 157. — (На нем. языке).
- Кравков Н. П. По поводу статьи проф. Н. И. Березнеговского «Внутривенный гедоналовый наркоз» / Н. П. Кравков // Хирургический архив Вельяминова. — 1914. — Кн. 1. — С. 145—150.
- Кравков Н. П. О действии ядов на различные периоды пребывания их в тканях / Н. П. Кравков // Русский врач. — 1915. — № 45. — 36 с.
- Кравков Н. П. О самостоятельных сокращениях сосудов / Н. П. Кравков // Русский врач. — 1916. — № 15. — С. 553—556.
- Кравков Н. П. О действии кавказских бензинов на животный организм / Н. П. Кравков // Русский врач. — 1916. — № 15. — С.338-342.
- Кравков Н. П. Данные и перспективы по оживлению тканей умерших / Н. П. Кравков // Сборник научных трудов в честь 50-летия научно-врачебной деятельности А. А. Нечаева. — Л., 1922. — Т.1. — С. 5-7.
- Kravkov N. Über funktionele Eigenschaften der Blutgefasse isolierter (normaler und pathologischer) Organe von Tieren und Menschen / N. Kravkov // Ztschr. ges. exp. Med. — 1922. — Bd.27.
- Кравков Н. П. О функциональных изменениях сосудистой системы животных и человека при различных патологических состояниях / Н. П. Кравков // Врачебное дело. — 1923. — № 21-26. — С. 653—665.
- Кравков Н. П. О функциональных изменениях сосудистой системы животных и человека при различных патологических состояниях / Н. П. Кравков // Klin. Wschr. — 1923. — № 9 −10.- (На нем. языке).
- Кравков Н. П. О пределах чувствительности живой протоплазмы / Н. П. Кравков // Успехи экспериментальной биологии. — 1924. — Т.3, в. 3-4.
- Кравков Н. П. О пределах чувствительности живой протоплазмы / Н. П. Кравков // Ztscr. ges. exp. Med. — 1923. — Bd. 34. .- (На нем. языке).
- Кравков Н. П. О действии электромагнита и металлов на сосуды на расстоянии: доклад в Ленинградском обществе терапевтов / Н. П. Кравков. — Л., 1923. — (Рукопись).
- Кравков Н. П. Наши пути и достижения в области внутренней секреции: доклад в Ленинградском обществе терапевтов / Н. П. Кравков. — Л., 1924. — (Рукопись).